# Elmwood Christavia
Pour les articles homonymes, voir Elmwood.

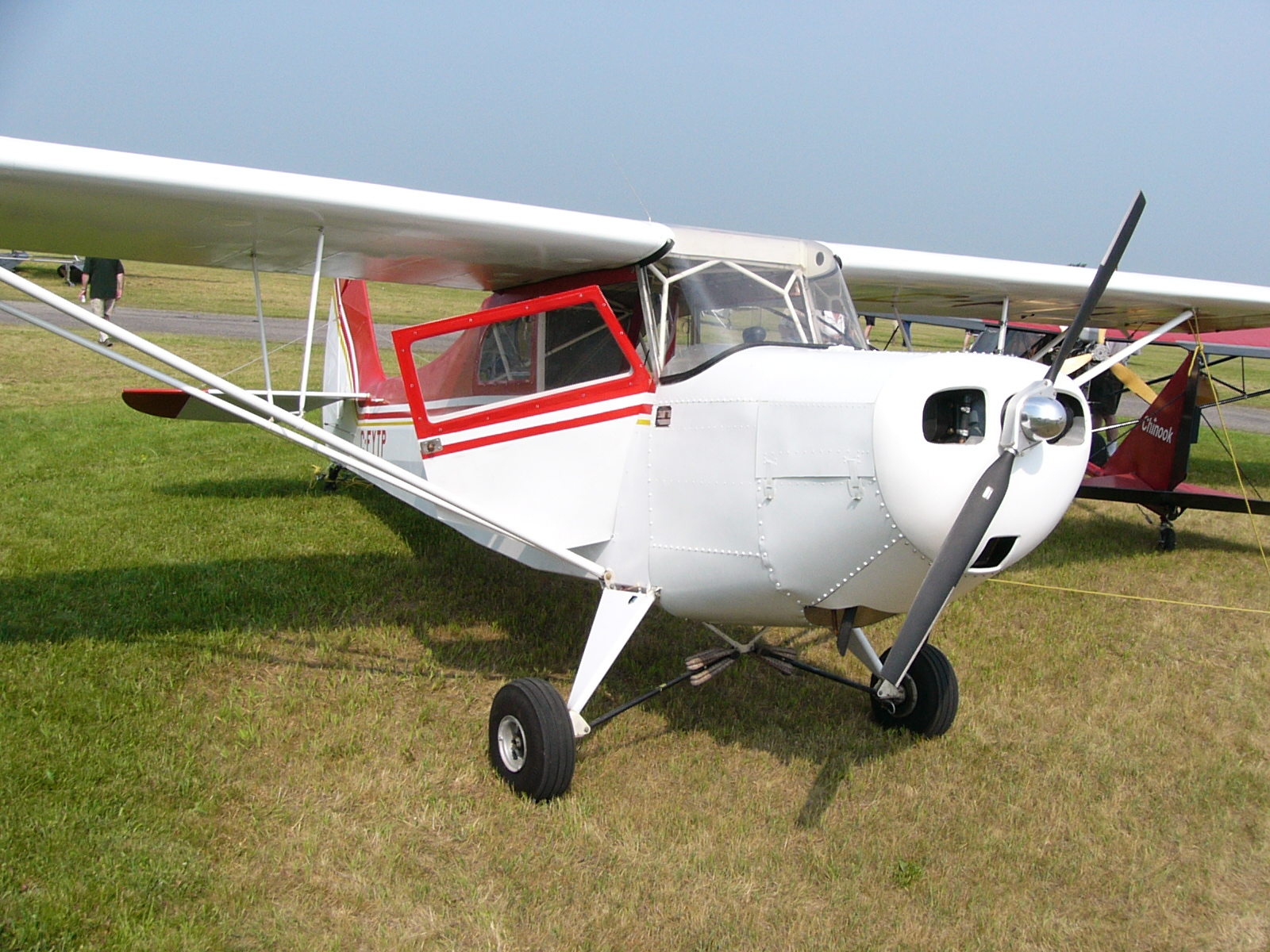
Christavia Mk.I.

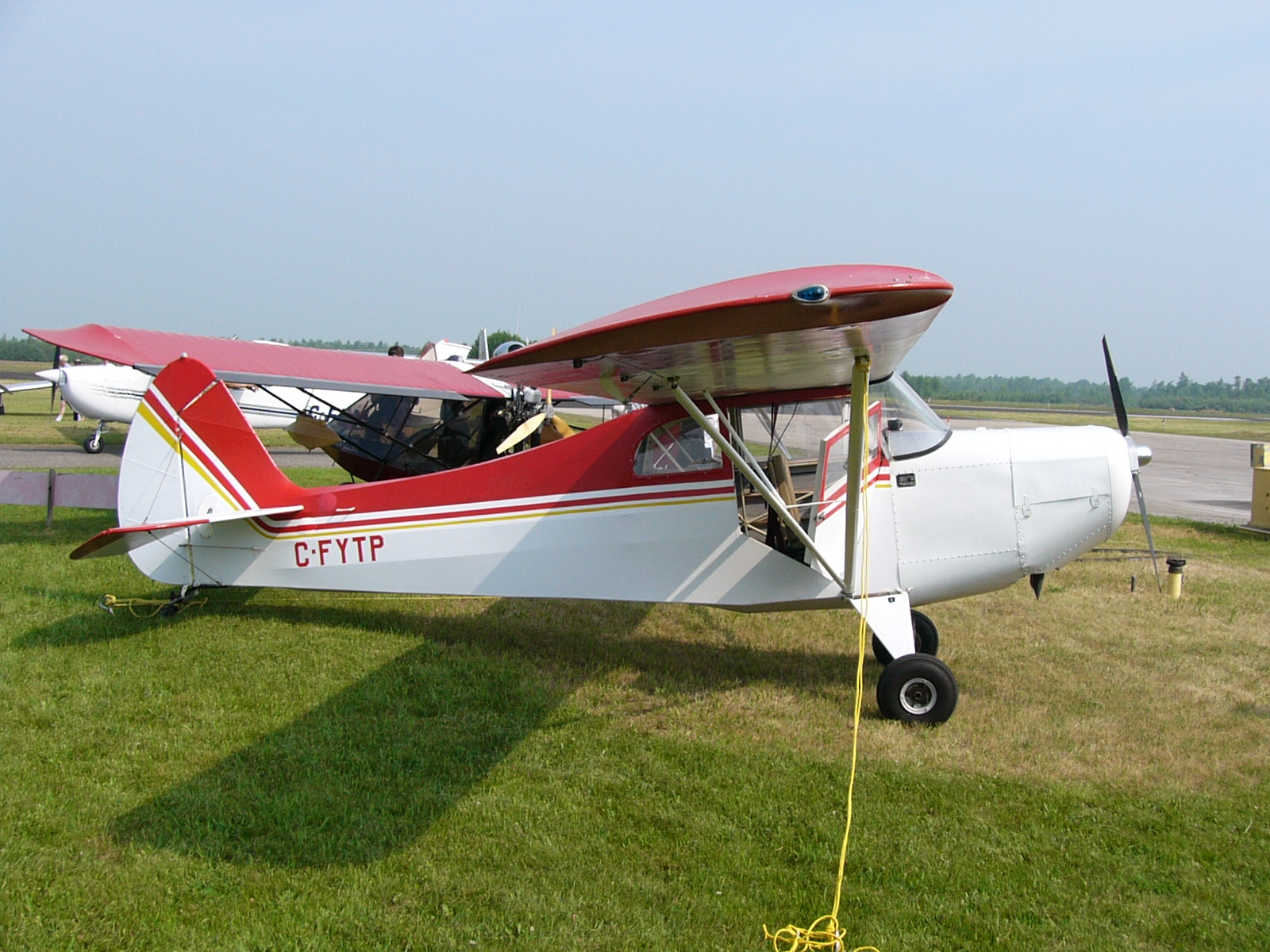
Christavia Mk.I.

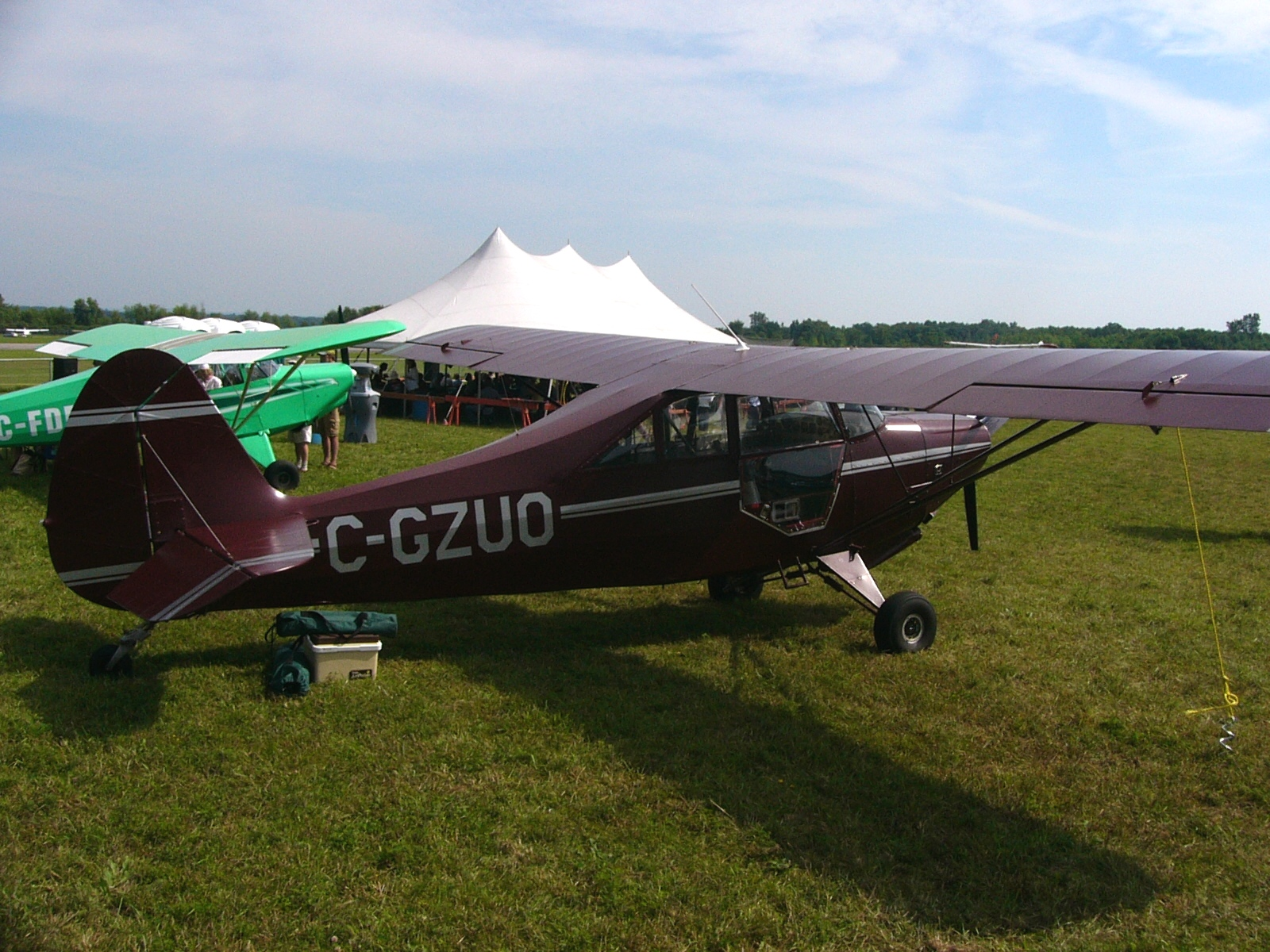
Christavia Mk.I.

Le Christavia est un avion en kit canadien du début des années 1980 conçu par Ron Mason, vendu sous forme de plans pour être construit par des amateurs. Initialement conçu pour les vols des missionnaires chrétiens en Afrique, son nom signifie littéralement « Christ-in-Aviation ».

## Conception et développement
Le Christavia est avion monomoteur à aile haute et train d'atterrissage conventionnel. Le fuselage est construit à base de tubes d'acier 4130. Les ailes ne possèdent pas de volets, sont essentiellement en bois, emploie un profil conçu par Mason et sont soutenues par deux doubles renforts. L'extérieur de l'appareil est recouvert de tissu de qualité aéronautique. La puissance moteur acceptable varie de 65 à 100 ch (48 à 75 kW) et le moteur standard utilisé est un 4 cylindres à plat Continental A65 (en) de 65 ch,,,.
Les plans sont commercialisés par Aircraft Spruce & Specialty Co. (en),,,,. Rom Mason a vendu les droits des avions Christavia à la société Aircraft Spruce et ne fournit plus les plans, ni le support technique.
Le concepteur de l'avion estimait son temps de construction à environ 2 000 heures.

## Histoire opérationnelle

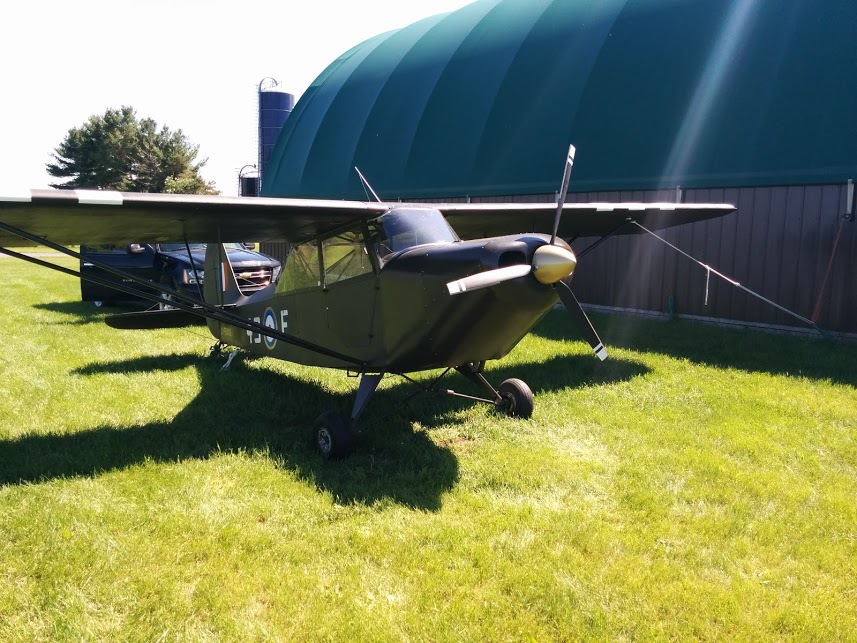
Le Mk.I s/n 291 (immat. C-FDWS) enregistré comme réplique d'un.

Le Christavia Mk.I, première version conçue, fut pour la première fois assemblée et enregistrée sous la désignation de Christavia CA-05 avec Transports Canada le 1er octobre 1981, puis effectua son premier vol en 1982,.
En 2002, on recensait plus de 350 exemplaires assemblés et en état de vol.
En novembre 2018, 43 exemplaires des avions appartenant à la série des Christavia étaient enregistrés avec Transports Canada, ainsi que 63 exemplaires avec la Federal Aviation Administration (FAA), aux États-Unis.

## Versions
- Christavia Mk.I : Version biplace en tandem[4] ;
- Christavia Mk.II : Version biplace côte-à-côte ;
- Elmwood Christavia Mk.IV : Version quadriplace propulsée par un moteur de 150 ch (112 kW)[4].

## Spécifications techniques (Christavia Mk.I)
Données de Plans originaux du s/n 291
Caractéristiques générales
- Équipage : 1 pilote
- Capacité : 1 passager
- Longueur : 6,30 m
- Envergure : 9,91 m
- Hauteur : 2,13 m
- Surface alaire : 13,587 m2
- Profil : conçu par Mason[11]
- Masse à vide : 338 kg
- Masse typique : 590 à 680 kg
- Moteur : 1   moteur à 4 cylindres à plat Continental A65 (en) de 65 ch (48 kW)
- Hélices : bipale en bois
- carburant : 68 litres

 Performances 
- Vitesse maximale : 193 km/h
- Vitesse de croisière : 169 km/h
- Vitesse de décrochage : 64 km/h
- Distance franchissable : 563 km
- Plafond : 4 600 m
- Vitesse ascensionnelle : 306 m/min
- Charge alaire : 24,88 kg/m2
- Rapport poids-puissance : 5,2 kg/ch